# Morocco Tennis Tour Marrakech
Il Morocco Tennis Tour - Marrakech è stato un torneo professionistico di tennis giocato sulla terra rossa, che faceva parte dell'ATP Challenger Tour. Si giocava annualmente a Marrakech in Marocco dal 2007 al 2012.

## Albo d'oro

### Singolare
| Anno | Campione          | Finalista                | Punteggio      |
| ---- | ----------------- | ------------------------ | -------------- |
| 2012 | Martin Kližan     | Adrian Ungur             | 3–6, 6–3, 6-0  |
| 2011 | Rui Machado       | Maxime Teixeira          | 6–3, 6–7, 6-4  |
| 2010 | Jarkko Nieminen   | Oleksandr Dolgopolov Jr. | 6–3, 6–2       |
| 2009 | Marcos Daniel     | Lamine Ouahab            | 4–6, 7–5, 6–2  |
| 2008 | Gaël Monfils      | Jérémy Chardy            | 7–6(2), 7–6(6) |
| 2007 | Younes El Aynaoui | Peter Luczak             | 6–2, 6–4       |

### Doppio
| Anno | Campioni                               | Finalisti                              | Punteggio         |
| ---- | -------------------------------------- | -------------------------------------- | ----------------- |
| 2012 | Martin Kližan Daniel Muñoz de la Nava  | Íñigo Cervantes Federico Delbonis      | 6–3, 1–6, [12–10] |
| 2011 | Peter Luczak Alessandro Motti          | James Cerretani Adil Shamasdin         | 7–6(3), 7–6(3)    |
| 2010 | Ilija Bozoljac Horia Tecău             | James Cerretani Adil Shamasdin         | 6–1, 6–1          |
| 2009 | Rubén Ramírez Hidalgo Santiago Ventura | Alberto Martín Daniel Muñoz de la Nava | 6–3, 7–6(5)       |
| 2008 | Frederico Gil Florin Mergea            | James Auckland Jamie Delgado           | 6–2, 6–3          |
| 2007 | Tomáš Cibulec Jordan Kerr              | Leoš Friedl Michal Mertiňák            | 6–2, 6–4          |